# Casa Tarracó (Ripoll)
La Casa Tarracó és una obra de Ripoll protegida com a Bé Cultural d'Interès Local.

## Descripció
L'edifici està format per planta baixa, tres pisos i altell. La façana que dona al carrer de les Vinyes presenta una tribuna, que comprèn el primer i el segon pis; està coronada per un terrat al qual s'accedeix pel tercer pis. Aquesta façana està coronada per una obertura amb arc de punt rodó i baranes. A la façana que dona al carrer de Sant Pere hi ha unes plaques de rajola que tapen els baixos. A la primera planta hi ha quatre finestres amb relleix, a la segona i a la tercera hi ha quatre balcons. A l'altell hi ha quatre obertures semicirculars. Enter el tercer pis i l'altell hi ha una motllura. Les baranes del segon pis són les úniques treballades. Sota coberta és de bigues i llates de fusta. La façana que dona al carrer dels Tallaferro presenta una diversitat d'obertures en quan a tipologia; no hi ha cap element decoratiu destacable.